# 邁阿密本德 (印地安納州)
邁阿密本德（英語：Miami Bend）是位於美國印地安納州卡斯縣的一個非建制地區。該地的面積和人口皆未知。

## 地理
邁阿密本德的座標為40°45′03″N 86°17′53″W / 40.75083°N 86.29806°W，而該地的平均海拔高度為186米（即610英尺）。